# Sofronio Española
Sofronio Española es el nombre oficial de un municipio (tagalo: bayan; cebuano: lungsod; ilongo: banwa; ilocano: ili; a veces munisipyo en tagalo, cebuano e ilongo y munisipio en ilocano)  de segunda categoría perteneciente a la provincia de Palawan en Mimaropa, Región IV-B de Filipinas, cuyo ayuntamiento tiene su sede en el barrio (población) de  Pulot.

## Geografía
Su término se encuentra situado en la costa este de la Isla de La Paragua frente al mar de Joló, uno de los mares interiores del archipiélago malayo un extenso mar que forma parte del océano Pacífico, y alrededor de 130 km al sur de la capital de la provincia de Puerto Princesa.
Linda al noroeste con el municipio de Alfonso XIII (oficialmente Quezón), frente al mar de la China Meridional, al nordeste con el de Narra y al sureste con el de Punta de Brooke.
Forman parte de este municipio las islas de Bintaugán, Inamukán, Arrecife, Bessie, Gardiner todas en la Bahía de las Islas y la Isla Oriental o de Tagalinog situada mar adentro.

### Demografía
De acuerdo con el censo del 2000, tiene una población de 26 801 habitantes repartida  en 5 479 hogares.

## Barrios
El municipio de Sofronio Española se divide, a los efectos administrativos, en 9 barangayes o barrios, conforme a la siguiente relación::
| - Aboabo (Abo-abo) - Iraray | - Izumbo (Izumbo) - Labog | - Panitián - Pulot Center | - Pulot Interior (Pulot II) - Pulot Shore (Pulot I) | - Punang |

## Historia
Formaba parte de la provincia española de  Calamianes, una de las 35 del archipiélago Filipino, en la parte llamada de Visayas. Pertenecía a la audiencia territorial  y Capitanía General de Filipinas, y en lo espiritual a la diócesis de Cebú.
En 1858 la provincia fue dividida en dos provincias: Castilla,  Asturias,  en el sur,  con Puerto Princesa como capital y con el territorio de los actuales municipios de Aborlan, Narra, Quezón, Sofronio Española, Punta de Broke, Rizal y Bataraza; y la pequeña isla de Balábac. 
Este barrio pasa a formar parte de la provincia de Asturias, formada por un único municipio, Puerto Princesa.
En 1910 se segrega  Aborlán.
En virtud de la Orden Ejecutiva número 232, suscrita por el entonces presidente Elpidio Quirino el 28 de junio de 1949, fue creado el municipio de Punta de Brooke.
Los términos de los municipios de Bataraza, Sofronio Española y partes de los de Punta Baja (Rizal), creado el 14 de abril de 1983 con el nombre de Marcos, y Alfonso XIII (Quezón), creado en 1951, fueron segregados de su término.
El 1 de enero de  1964, a iniciativa del entonces congresista Gaudencio Abordo se promulga la Ley de la República N.º 3425 escrito por la que se divide en dos el municipio de Punta de Brooke. La parte sur se denomina municipio de Bataraza en honor del fallecido Datu Bataraza Narrazid. 
Sofronio Española es el municipio más joven de la provincia, creado por plebiscito el 22 de mayo de 1994, a partir de territorios que antes formaban parte de Punta de Brooke.